# Hofreite
Eine Hofreite, Hofraite oder Hofstatt (lateinisch area, in Bündner Urkunden lateinisch solamen) ist je nach örtlich üblicher Siedlungsform
- der von den Gebäuden eines Gehöfts umschlossene Hofraum,
- der um den Hof liegende Raum,
- die Hofstelle mit Bauernhaus, Nebengebäuden,[2] umfriedetem Garten und Misthaufen.[1]

Das Wort stammt von mittelhochdeutsch reide für Umkreis. Es steht zu Hof, Anwesen, Haus, Heimstätte‘ und wohl zu -reit/reut ‚Rodung‘, bezeichnet also den durch Rodung für den Hof geschaffenen unmittelbareren Bau- und Wirtschaftsraum als Name der Urbarmachung.
In Hessen wird umgangssprachlich unter einer Hofreite speziell ein landwirtschaftliches Anwesen innerhalb eines Orts in geschlossener Bauweise (Dreiseithof) verstanden.
Das Wort ist in Siedlungsnamen in allen Varianten, die -reit/reut bildet, verbreitet, etwa Hofreith, Hofreuth. Entsprechend finden sich auch häufigere Herkunftsnamen wie Hofreiter oder Hofstätter.